# Kazimierz Guzik
Kazimierz Guzik (ur. 10 stycznia 1911 w Kołomyi, zm. 31 grudnia 1970 w Warszawie) – polski geolog, specjalista w zakresie kartografii geologicznej i tektoniki.

## Życiorys
Gimnazjum Humanistyczne ukończył w 1929 w Krakowie, następnie studiował geografię, biologię i geologię na Wydziale Filozoficznym Uniwersytetu Jagiellońskiego. W 1934 otrzymał magisterium w zakresie geomorfologii.
W latach 1933–1936 był asystentem u prof. Jana Nowaka w Katedrze Geologii Uniwersytetu Jagiellońskiego. W 1934 zorganizował wraz z prof. W. Paganym pierwszą w Polsce Pracownię Mechaniki Gruntów. W roku akademickim 1936/37 studiował na Uniwersytecie w Monachium oraz w Akademii Górniczej we Freibergu.
Po powrocie do kraju został zatrudniony w Państwowym Instytucie Geologicznym w Warszawie. Prowadził tam prace geologiczne w Karpatach Wschodnich i zajmował się wydawnictwami kartograficznymi. Jednocześnie w latach 1937–1939 zorganizował i prowadził Zakład Geologii Inżynierskiej i Mechaniki Gruntów przy Wydziale Architektury Politechniki Warszawskiej.
Podczas okupacji został aresztowany w lutym 1943 przez Gestapo jako uczestnik ruchu oporu. Był więziony w Nowym Sączu i na Montelupich w Krakowie, a następnie w obozach koncentracyjnych w Oświęcimiu, Groß-Rosen i w Litomierzycach.
Po powrocie do kraju powrócił do Państwowego Instytutu Geologicznego. W latach 1946–1949 zorganizował tam pierwszą placówkę badań geologiczno-inżynierskich, a także Wydział Geologii Technicznej, którymi kierował. Brał wówczas udział w opracowywaniu wielu orzeczeń geotechnicznych (ponad 200), dotyczących takich obiektów, jak huty w Warszawie, huta żelaza w Częstochowie, Huta Bobrek i Nowa Huta w Krakowie, zapory wodne w Czorsztynie i Jazowsku, elektrownia w Koninie, metro i Pałac Kultury i Nauki w Warszawie czy ratowanie osuwającego się na skarpie kościoła św. Anny w Warszawie. Po śmierci dyrektora PIG Jana Czarnockiego w grudniu 1951 był przez rok dyrektorem tego instytutu.
W latach 1953–1954 był dyrektorem Departamentu Nadzoru Geologicznego Centralnego Urzędu Geologii. Zorganizował szkolenie zawodowo czynnych geologów, które przekształciło się w Wieczorowe Studium Geologii Technicznej przy Wydziale Geologii Uniwersytetu Warszawskiego.
W 1954 został mianowany docentem i objął Zakład Kartowania Geologicznego na Wydziale Geologii UW. Od 1966 do 1969 był Kierownikiem Katedry Geologii Ogólnej WG UW, a w latach 1969–1970 dyrektorem Instytutu Geologii Podstawowej WG UW. Od 1954 do śmierci prowadził wykłady z kartografii geologicznej i tektoniki, a także wykład monograficzny z fotogrametrii geologicznej. Od 1957 był także organizatorem i kierownikiem Pracowni Kartografii Geologicznej w Zakładzie Nauk Geologicznych Polskiej Akademii Nauk. Był promotorem dziewięciu prac doktorskich, w tym trzech w Zakładzie Nauk Geologicznych PAN.
Od roku 1956 zaczął stosować wykorzystanie zdjęć lotniczych do prac kartograficzno-geologicznych, m.in. dla projektowanych zbiorników retencyjnych w Czorsztynie i Solinie oraz do opracowania Mapy Geologicznej Tatr Polskich w skali 1:10 000. Tę metodę wykorzystał również przy opracowywaniu mapy geologicznej rejonu jeziora Iliki w Grecji oraz geologicznej mapy fotointerpretacyjnej wybranych obszarów prowincji Pinar del Río na Kubie.
Już w czasach studenckich był silnie związany z lewicowymi organizacjami społecznymi. Przed wojną należał do PPS-Lewicy, w czasie wojny działał w organizacjach podziemnych Polskiej Partii Robotniczej. Po wojnie był członkiem PPR i PZPR.
Był wieloletnim członkiem Polskiego Towarzystwa Geologicznego i Polskiego Towarzystwa Fotogrametrycznego. Należał również do licznych rad naukowych i komisji. Wielokrotnie wyjeżdżał jako ekspert za granicę, m.in. do Bułgarii, Grecji, Jugosławii, Sudanu i na Kubę. Odznaczony był Srebrnym i Złotym Krzyżem Zasługi oraz Krzyżem Kawalerskim Orderu Odrodzenia Polski.
Pochowany na Cmentarzu Powązkowskim w Warszawie.

## Wybrane publikacje
- 1936, O stratygrafii triasu płaszczowiny reglowej górnej (chotczańskiej), „Rocznik Polskiego Towarzystwa Geologicznego”, t. 12, Kraków.
- 1949 (wspólnie z Władysławem Pożaryskim): Fałd Biecza, „Biuletyn Polskiego Towarzystwa Geologicznego”, nr 53, Warszawa.
- 1950, Uwagi o powstawaniu zsuwu w skarpie warszawskiej koło kościoła św. Anny (trasa W-Z) oraz o warunkach jego ustalenia, Instytut Techniki Budowlanej, Prace naukowo-badawcze, ser. 4, nr 4, Warszawa.
- 1958 (wspólnie z A. Michalikiem): Mapa geologiczna Tatr Polskich w skali 1:10 000, ark. Czerwone Wierchy, Instytut Geologiczny, Warszawa.
- 1959, Mapa geologiczna Tatr Polskich w skali 1:10 000, „Przegląd Geologiczny”, nr 8, Warszawa.
- 1959, Przewodnie rysy stratygrafii triasu serii reglowej górnej (chotczańskiej) w Tatrach Zachodnich, „Biuletyn Instytutu Geologicznego”, nr 149, Warszawa.
- 1959, Niektóre zagadnienia stratygrafii liasu-doggeru płaszczowiny reglowej dolnej w Tatrach, „Biuletyn Instytutu Geologicznego”, nr 149, Warszawa.
- 1961, Wykorzystanie zdjęć lotniczych i naziemnych przy kartowaniu i opracowywaniu Mapy geologicznej Tatr Polskich w skali 1:10 000, „Kwartalnik Geologiczny”, t. 5, z. 1, Warszawa.
- 1963 (wspólnie ze Zbigniewem Kotańskim): Tektonika regli zakopiańskich, „Acta Geologica Polonica”, t. 13, z. 3, Warszawa.